# Gustavo Perry Rojo-Navarrete
Gustavo Perry Rojo-Navarrete (Granada, 1910- Barcelona, 1999) fou remer i dirigent esportiu.
Va començar la seva vida esportiva com a jugador de rugbi del Club Universitari i el 1926 va descobrir el rem quan es va fer soci del Reial Club Marítim de Barcelona, i dos anys després ja va guanyar una regata per a debutants de ioles a quatre amb timoner. Després en vindrien moltes més victòries, entre elles un campionat de Catalunya i un d'Espanya a vuit amb timoner. Va començar com a dirigent el 1931, formant part del Comitè de Rem del Reial Club Marítim de Barcelona, presidí la Federació Espanyola de Rem el 1934, la Federació Catalana de Rem del 1966 al 1967, així com el Reial Club Marítim de Barcelona entre el 1976 i el 1978, que posteriorment el nomenà president d'honor. Rebé la medalla de Forjadors de la Història Esportiva de Catalunya el 1995.